# Ричленд (тауншип, Миннесота)
Ричленд (англ. Richland) — тауншип в округе Райс, Миннесота, США. На 2000 год его население составило 471 человек.

## География
По данным Бюро переписи населения США площадь тауншипа составляет 93,4 км², из которых 93,4 км² занимает суша, водоёмов нет.

## Демография
По данным переписи населения 2000 года здесь находились 471 человек, 162 домохозяйств и 131 семей.  Плотность населения —  5,0 чел./км².  На территории тауншипа расположено 166 построек со средней плотностью 1,8 построек на один квадратный километр. Расовый состав населения: 99,58% белых и 0,42% приходится на две или более других рас. Испанцы или латиноамериканцы любой расы составляли 1,49% от популяции тауншипа.
Из 162 домохозяйств в 37,7% воспитывались дети до 18 лет, в 74,1% проживали супружеские пары, в 1,2% проживали незамужние женщины и в 19,1% домохозяйств проживали несемейные люди. 16,0% домохозяйств состояли из одного человека, при том 5,6% из — одиноких пожилых людей старше 65 лет. Средний размер домохозяйства — 2,91, а семьи — 3,28 человека.
28,5% населения младше 18 лет, 6,2% в возрасте от 18 до 24 лет, 32,9% от 25 до 44, 21,4% от 45 до 64 и 11,0% старше 65 лет. Средний возраст — 37 лет. На каждые 100 женщин приходилось 107,5 мужчин.  На каждые 100 женщин старше 18 приходилось 116,0 мужчин.
Средний годовой доход домохозяйства составлял 59 911 долларов, а средний годовой доход семьи —  63 375 долларов. Средний доход мужчин —  35 809  долларов, в то время как у женщин — 29 250. Доход на душу населения составил 18 956 долларов. За чертой бедности не находилась ни одна семья и 2,7% всего населения тауншипа, из которых 12,0% старше 65 лет.